# Tisbe parviseta
Tisbe parviseta är en kräftdjursart. Tisbe parviseta ingår i släktet Tisbe och familjen Tisbidae. Inga underarter finns listade i Catalogue of Life.